# Языковая инспекция (Эстония)
Языковая инспекция (эст. Keeleinspektsioon) — служба, состоящая под управлением Министерства образования и науки Эстонии. Задачей Языковой инспекции является надзор за исполнением закона о языке, а также иных правовых актов, регулирующих знание и применение государственного языка. Ведомству предоставлены значительные права по административному воздействию на широкий круг государственных и общественных организаций, частных структур и лиц.

## История
История Языковой инспекции восходит к 23 ноября 1990 года, когда в сфере управления Государственной канцелярии Эстонской ССР был создан Государственный департамент по вопросам языка, главной задачей которого было внедрение языковой политики и разработка правовых актов на основании и в исполнение закона о языке 1989 года.
С 1995 года Департамент языка был переведён в сферу управления министерства образования, а в 1998 году реорганизован в языковую инспекцию.
В 1995 году генеральным директором инспекции назначен Ильмар Томуск.
В 2020 году инспекция реорганизована в виде Языкового департамента при МОН под руководством того же Томуска. 

## Задачи, компетенция и методы
Согласно утверждённому 13 июня 2002 года постановлением № 55 министра образования «Положению о языковой инспекции», Языковая инспекция является действующим под управлением Министерства образования правительственным учреждением, основными задачами которого состоят в осуществлении государственного надзора и применении мер государственного принуждения на основаниях и в объёме, предусмотренных законом.
Как сказано на сайте Языковой инспекции, её главная задача состоит
в обеспечении справедливого и независимого надзора за соблюдением закона о языке, исходящего из языковых прав как эстонцев так и представителей национальных меньшинств.
В компетенцию инспекции входят:

- надзор за исполнением требований к употреблению языка в делопроизводстве органов государственной власти и местных самоуправлений, в сфере обслуживания, торговли и здравоохранения
- надзор за соответствием официального употребления языка литературной норме
- контроль за выполнением требований к знанию государственного языка работниками, обязанными знать его по долгу службы.

Для достижения поставленных перед инспекцией целей инспекторы имеют право применять различные меры административного воздействия, от предупреждений до весьма значительных штрафов, взыскиваемых с организаций и частных лиц, а также предписаний государственным учреждениям и частным предприятиям об увольнении работников.

## Деятельность и оценки
Самая известная часть работы Языковой инспекции состоит в проведении регулярных проверок в различных учреждениях, где имеется значительное количество русскоговорящих работников, формально обязанных знать и использовать эстонский язык (к таким относятся, например, учителя русского языка в русских школах или воспитатели в русских детских садах).
Широко распространено мнение о Языковой инспекции как о репрессивном органе, главной функцией которого является постоянное давление на русскоговорящую часть общества Эстонии. Международная организация Amnesty International охарактеризовала это ведомство как «репрессивный орган, который препятствует распространению прав человека». 
Согласно рамочной Конвенции Совета Европы о защите национальных меньшинств, подписанной в том числе и Эстонией, а также Закону Эстонии о культурной автономии национального меньшинства, представители национальных меньшинств Эстонии имеют право на сохранение своего языка, культуры и традиций. Тем не менее Языковая инспекция заставляет менять правописание слов в родных языках нацменьшинств Эстонии.
В опубликованном 2 марта 2010 года докладе Европейской комиссии по борьбе с расизмом и нетерпимостью было отмечено, что по мнению некоторых представителей русскоязычного меньшинства Эстонии, Языковая инспекция пользуется неограниченной властью. Комиссия рекомендовала создать механизм контроля за деятельностью инспекции и проводить регулярные консультации об этой деятельности с представителями русскоязычного меньшинства, с целью улучшения их отношения к инспекции.
Комитет ООН по ликвидации расовой дискриминации в своём решении о положении в Эстонии, опубликованном 27 августа 2010 года, рекомендовал властям Эстонии пересмотреть роль Языковой инспекции и отказаться от карательного подхода в языковой политике.
Деятельность инспекции пользуется одобрением и поддержкой эстонских националистов.
В июне 2018 года несколько членов Рийгикогу из партий Исамаа, Консервативной народной партии, Реформистской и Центристской партий стали инициаторами законопроекта об изменениях в Законе о языке, предусматривающих рост штрафов за недостаточный уровень владения эстонским языком. Проект закона имеет символичный номер 666 SE. Объединенная левая партия Эстонии выступила с заявлением, что идея законопроекта по десятикратному увеличению штрафа за незнание эстонского языка (с 640 евро до 6400 евро) является очередной циничной провокацией правых партий, и что партия выступает за ликвидацию Языковой инспекции «как карательного и дискриминационного института».
Среди русскоязычной части населения Эстонии получило широкое распространение неофициальное название инспекции — Языковая инквизиция.